# Luo Yixiu
Luo Yixiu (chineză tradițională: 羅一秀; chineză simplificată: 罗一秀; pinyin: Luó Yīxiù; n. 20 octombrie 1889, Shaoshan⁠(d), Hunan, Republica Populară Chineză – d. 11 februarie 1910, Shaoshan⁠(d), Hunan, Republica Populară Chineză) a fost prima soție a lui Mao Zedong începând cu 1907 și până la moartea ei în 1910. Ea a fost, ca și soțul ei, originară din orașul Shaoshan, provincia Hunan, China.

## Căsătoria ei cu Mao Zedong
A fost o căsătorie aranjată; Mao, pe atunci în vârstă de 14 ani, era mult prea ambițios pentru a fi doar un fermier. El a vrut să-și continue studiile, iar căsătoria și identitatea lui au fost ținute secrete pentru a cruța familia de jenă; Mao Zedong nu a recunoscut niciodată această căsătorie.